# Puchar Europy w narciarstwie alpejskim 2014/2015
Puchar Europy w narciarstwie alpejskim 2014/2015 – zawody Pucharu Europy w narciarstwie alpejskim w sezonie 2014/2015. Rywalizacja mężczyzn rozpoczęła się 20 listopada 2014 w fińskim Levi, zaś pierwsze kobiece zawody miały się odbyć się 29 listopada 2014 w norweskim Kvitfjell, ale nie zostały rozegrane i z tego powodu pierwsze zawody odbyły się 1 grudnia w norweskim Hemsedal. Ostatnie zawody z tego cyklu zostały rozegrane wspólnie między 18 a 22 marca 2015 w andorskim El Tarter. Zaplanowano 31 startów dla kobiet i 33 dla mężczyzn.

## Puchar Europy w narciarstwie alpejskim kobiet
Wśród kobiet pucharu europy z sezonu 2013/2014 broniła Szwajcarka Michelle Gisin. Tym razem najlepsza okazała się Austriaczka Ricarda Haaser.
W poszczególnych klasyfikacjach tryumfowały:
- zjazd:  Ramona Siebenhofer
- slalom:  Lisa-Maria Zeller
- gigant:  Ricarda Haaser
- supergigant:  Romane Miradoli
- superkombinacja:  Marion Pellissier
- slalom równoległy: U kobiet nie odbyła się żadna konkurencja z tej kategorii.

## Puchar Europy w narciarstwie alpejskim mężczyzn
U mężczyzn pucharu europy z sezonu 2013/2014 bronił Szwajcar Thomas Tumler. Tym razem najlepszy okazał się Włoch Riccardo Tonetti.
W poszczególnych klasyfikacjach tryumfowali:
- zjazd:  Joachim Puchner
- slalom:  Riccardo Tonetti
- gigant:  Roland Leitinger
- supergigant:  Patrick Schweiger
- superkombinacja:  Bjoernar Neteland
- slalom równoległy:  Truls Johansen